# Xenorhabdus
A Xenorhabdus nemzetség az Enterobacteriaceae baktériumcsaládba tartozik. Gram-negatív pálcák, növekedési optimumuk 25 °C. Főként glükózt fermentálnak, Fonálférgekben fordulnak elő, teljes életciklusuk itt zajlik le. Táptalajon az idős kolóniákban zárványok jönnek létre.
A nemzetség neve a görög xenos=idegen, különös, és a rhabdos=pálcika szavakból ered. Mivel a görög rhabdos nőnemű, ezért a Xenorhabdus szót is nőneműnek kell tekinteni.
Négy faj leírása magyar vonatkozású:
- X. budapestensis Lengyel et al. 2005 (Budapestről, a rovarpatogén kutatások egyik központjáról)
- X. ehlersii Lengyel et al. 2005 (Ralf-Udo Ehlers német mikrobiológusról)
- X. innexi Lengyel et al. 2005 (a hannoveri Innexum GmbH-ról)
- X. szentirmaii Lengyel et al. 2005 (Szentirmai Attila magyar mikrobiológusról).[1][2]

## Ismertebb fajaik
- X. nematophila

A korábban idesorolt  X. luminescens-t a Photorhabdus nemzetségbe sorolták át.